# Wielolufowy karabin maszynowy WLKM 12,7 mm
Wielolufowy karabin maszynowy WLKM 12,7 mm, to polska, 4-lufowa broń systemu Gatlinga, zasilana amunicją 12,7 mm × 99 mm NATO. Skonstruowany i produkowany przez Zakłady Mechaniczne „Tarnów”. Karabin nie posiada odpowiednika w Polsce i jest konstrukcją unikalną w skali światowej.

## Konstrukcja
Zespół 4 luf obracany jest silnikiem elektrycznym prądu stałego o napięciu 27 V, pobierany prąd ciągły to 400 A. Silnik elektryczny służy też do przeładowania broni i podania amunicji. Konstrukcja, dzięki elektronicznemu układowi sterującemu, może osiągać szybkostrzelność regulowaną w zakresie 250–3600 strz./min. Amunicja jest podawana w taśmie rozsypnej M 9. Długość serii może być wybierana spośród dostępnych, wcześniej zaprogramowanych.
Żywotność broni to ponad 10 tys. strzałów, a lufy 2,5 tys. strzałów.
Karabin może być stosowany jako uzbrojenie lotnicze, pojazdów lądowych, jednostek pływających oraz na stałych i przenośnych stanowiskach ogniowych. Przeznaczony jest do zwalczania celów naziemnych jak: pojazdy opancerzone i nieopancerzone, urządzenia techniczne, cele chronione lekkimi osłonami polowymi i siłę żywą, w tym obsługi przenośnych wyrzutni pocisków przeciwlotniczych i przeciwpancernych.
Może też służyć do likwidacji celów nisko lecące w tym bezzałogowych obiektów latających jak BSP i śmigłowce. Jest nazywany bronią ostatecznej odpowiedzi, bo można nim niszczyć pociski rakietowe w ostatnim etapie zbliżania się do celu.

## Dane techniczne
- Amunicja: 12,7 mm × 99 mm NATO
- Zasięg: 2000 m
- Długość: 1300 mm
- Długość lufy: 900 mm
- Zasilanie elektryczne: 27 V/400 A
- Masa: 50 kg
- Szybkostrzelność: 3600 strz./min[4]